# Lisbeth Scott
Lisbeth Scott (Boston, 1º gennaio 1967) è una cantante statunitense.
È una cantante di rilievo nella colonna sonora dei film Le cronache di Narnia: Il leone, la strega e l'armadio, Il principe Caspian; e Munich. Per il primo, ha co-scritto ed eseguito la canzone Where. Ha anche co-scritto e suonato la canzone Good To Me nel film Shutter, ombre dal passato. Per il film di Mel Gibson del 2004 La passione di Cristo, ha contribuito alle musiche di John Debney scrivendo e cantando il testo in Aramaico, basato su Salmi e altro materiale biblico.
Oltre a questo, Lisbeth Scott ha anche fornito la voce per la sigla finale di Metal Gear Solid 4: Guns of the Patriots, Here’s to you, cover del brano omonimo apparsa nel film del 1971 Sacco e Vanzetti.
Ha partecipato nel 2006 all'album Epicon, del gruppo Globus, cantando da solista nella traccia Preliator, e in duetto con Scott Ciscon nel brano Diem Ex Dei.
Collabora con Harry Gregson-Williams, Hans Zimmer e Paul Schwartz.
Ha anche co-scritto e interpretato una canzone utilizzata in True Blood di HBO, intitolata Take me home, con il compositore Nathan Barr al violoncello. Nel 2010 ha scritto testi per le musiche del film Iron Man 2, composte da John Debney.
Nel 2012 ha fatto da vocalist per il nuovo gioco per PlayStation 3 Journey prodotto dalla Thatgamecompany. Musiche composte e dirette da Austin Wintory.
Sempre nello stesso anno collabora sempre come voce per la colonna sonora composta e diretta da Robert Duncan nello show della ABC, Castle - Detective tra le righe. Creato e diretto da Andrew W. Marlowe.

## Discografia
- Sirens (Zone Records, 1994)
- Climb (Zone Records, 1994)
- Dove (2002)
- Fair Skye (2003)
- Passionate Voice (2004)
- Munich (2005)
- Rough and Steep (2006)
- The Ten Thousand Steps (Biomusique, 2008)
- Hunter (2009)
- Castle (2012)
- Journey (PlayStation 3, 2012)